# Tour Guillot-Bourdeix
La tour Guillot-Bourdeix, aussi appelée tour CIRC, est un immeuble de bureaux du 8e arrondissement de Lyon, en France. Construite en 1972 pour le Centre international de recherche sur le cancer (CIRC) qui y siège jusqu'en 2023, elle est actuellement en reconversion.

## Localisation
La tour est située dans le quartier de Grange Blanche, dans le 8e arrondissement de Lyon. Elle s'élève entre le cours Albert-Thomas au nord, l'avenue des Frères-Lumière au sud, et la rue du Professeur-Calmette à l'est. Son adresse postale est le 150 cours Albert-Thomas.
À proximité se trouvent l'hôpital Édouard-Herriot et le centre Léon-Bérard, un centre régional de lutte contre le cancer.

## Description
L'ensemble est constitué d'une tour de 14 étages et 72 mètres de haut, accompagnée d'une rotonde basse accueillant un auditorium de 120 places. Les deux bâtiments sont reliés par un hall d'entrée et d'accueil. Celui-ci est décoré d'une sculpture de Pierre Mathieu en ardoise et acajou massif, donnée par la Fondation Mérieux, représentant de l'ADN. 

## Histoire
Le chantier commence en 1969 sur les plans de deux architectes lyonnais : Pierre Bourdeix pour la tour et Paul Guillot pour l'auditorium, avec Roland Mendelsohn, architecte-conseil de l'Institut national de la santé et de la recherche médicale (INSERM). La tour est inaugurée le 9 juin 1972 par le président de la République française, Georges Pompidou,,,.
Jusqu'en 2023, la tour accueille les 200 employés du Centre international de recherche sur le cancer (CIRC), ainsi que plusieurs centaines de chercheurs et stagiaires, et des laboratoires.
En vue du départ en 2023 du CIRC vers le Biodistrict de Gerland, la Ville de Lyon lance en mai 2022 un appel à projets pour la reconversion de l'immeuble. Les quatre équipes finalistes sont annoncées en novembre 2022 et le projet sélectionné en juin 2023. Celui-ci prévoit des travaux pour accueillir notamment des bureaux, des logements et un rooftop. La livraison est prévue en 2028.